# Air Astana
Air Astana («Эйр Астана») — авиакомпания Казахстана, базируется в городе Алматы.
«Эйр Астана» была создана как совместное предприятие Фонда национального благосостояния «Самрук-Қазына» (51 %) и британской компании BAE Systems PLC (49 %), и начала выполнять коммерческие рейсы 15 мая 2002 года.
Группа компаний Эйр Астана — это крупнейшая группа авиакомпаний в Центральной Азии и Кавказском регионе по доле рынка. В феврале 2024 года компания получила тройной листинг: на Казахстанской, Астанинской и Лондонской фондовых биржах. 

## История
Компания была первоначально создана как перевозчик, обслуживающий внутренние маршруты. В середине 2001 года после предложения президента Казахстана Нурсултана Назарбаева ВАЕ Systems согласилась принять участие в создании стартапа. Их помощь была запрошена для того, чтобы способствовать заключению контракта по радиолокационному оборудованию. Затем об этом были проведены переговоры с правительством Казахстана.
Сэр Ричард Эванс, тогдашний председатель ВАЕ, сыграл ключевую роль в сделке. Тем не менее контракт по ПВО так и не был подписан, а последующие изменения в высшем руководстве и стратегические взгляды ВАЕ привели к закрытию их офисов в Казахстане. Также, несмотря на поддержку Назарбаева, компания, изначально рассматриваемая в качестве иностранного юридического лица, сразу же столкнулась с сопротивлением со стороны казахстанских СМИ и политиков.

### 2002—2019
Air Astana начала свою операционную деятельность под руководством своего первого президента Ллойда Пакстона, бывшего исполнительного директора British Airways. Компания приобрела в лизинг первые 3 Boeing 737 у Международной лизинговой финансовой корпорации (ILFC) и начала коммерческие полёты 15 мая 2002 года.
Позже, в 2003 году, авиакомпания приобрела в лизинг Fokker 50 у Aircraft Finance Trading BV (AFT) и три Boeing 757 у Pegasus Leasing Corp. После первого полного года работы в 2003 году компания объявила о чистой прибыли. После банкротства бывшего национального перевозчика Air Kazakhstan в феврале 2004, Air Astana расширила свою деятельность с внутренней сети на ключевые международные маршруты, включая Дубай, Стамбул, Москву, Пекин,Франкфурт и Лондон.

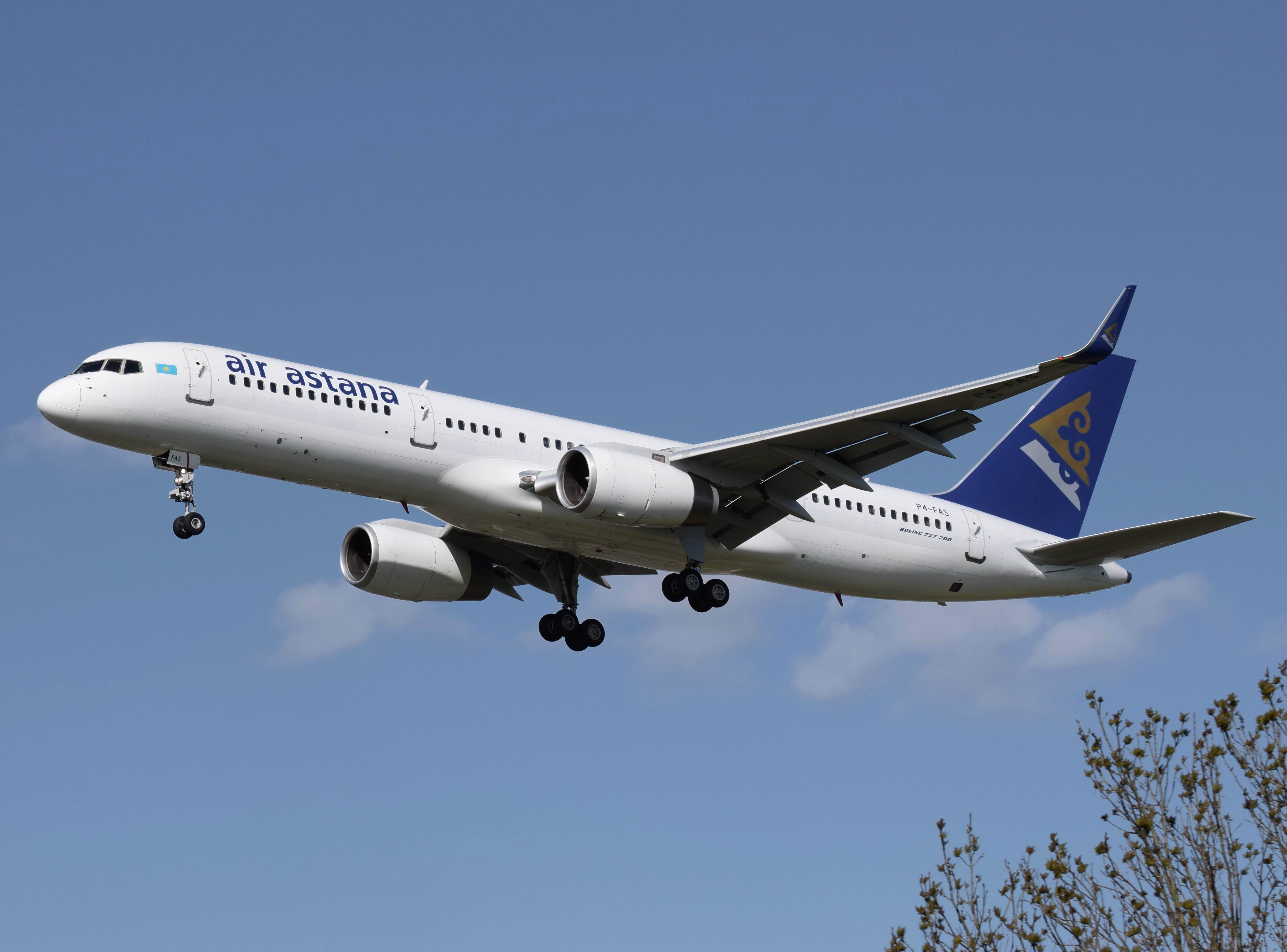
Boeing 757—200 авиакомпании Air Astana в заходе на посадку в лондонском аэропорту Хитроу

Побочные эффекты быстрого развития и разногласия в развитии флота и гавани привели к напряжённости в отношениях между акционерами и смене руководства в августе 2005 года. 1 октября 2005 года Питер Фостер, в прошлом глава Cathay Pacific Airways, возглавлявший реабилитационную команду в компании Philippine Airlines, до работы генеральным директором в Royal Brunei Airlines, был назначен президентом авиакомпании. Созданные долговременные планы развития и структура менеджмента остались практически неизменными. Авиакомпания стабильно приносила прибыль и вошла в список 20 самых прибыльных авиакомпаний с точки зрения чистой маржи в мире в 2010, 2011 и 2012 годы по версии Airline Business и Air Finance Journal, который присвоил авиакомпании 20-е место в мировом рейтинге финансового состояния авиакомпаний 2015 года, с рейтингом BBB-.
Подводя итоги работы BAE Systems за 2013 г., Financial Times утверждает, что: «казахстанская Air Astana с 49 % долей участия BAE, стала одной из наиболее высокодоходных инвестиций компании».
Air Astana получила свой первый A320neo в ноябре 2016 года.
До 8 декабря 2016 года Air Astana была единственной казахстанской авиакомпанией, обладающей лицензией для полетов в Европейский союз.
Air Astana была «Официальным авиаперевозчиком ЭКСПО-2017», а также официальным перевозчиком и генеральным партнёром Зимней Универсиады-2017, которая проходила с 29 января по 8 февраля 2017 года в Алматы.
Также в 2017 году Air Astana получила свой первый A321neo, а в 2018 году — первый Embraer E190-E2. На носовой части самолёта E2 изображен снежный барс, чтобы привлечь внимание мировой общественности к угрозе исчезновения этой крупной дикой кошки, обитающей в горных хребтах Южного Казахстана. Air Astana передала Ассоциации зоологов Казахстана денежную помощь для сохранения популяции снежного барса в стране.
В 2018 году Air Astana отметила свое 16-летие открытием нового авиационно-технического центра в международном аэропорту в Астане, который позволяет Air Astana выполнять все работы по техническому обслуживанию и ремонту воздушных судов вплоть до тяжёлых видов технического обслуживания.
В 2018 году Air Astana приняла решение о создании низкобюджетного перевозчика.
В 2019 году Air Astana получила первый самолёт Airbus A321LR по договору операционного лизинга с Air Lease Corporation и стала первым оператором данного типа самолёта в СНГ.
В 2019 году Air Astana стала первой авиакомпанией в Казахстане, способной самостоятельно проводить тяжёлое техническое обслуживание C1 и C2 на самолётах семейства Airbus на своих инженерных базах в Алматы и Астане.

### 2020 — настоящее время
В 2020 году из-за ограничений на въезд и выезд, введенных рядом стран для ограничения распространения COVID-19, 95 % рейсов Air Astana были отменены в период с 22 марта по 14 апреля 2020 года, при этом было выполнено всего 140 рейсов вместо почти 2900. Президент авиакомпании Air Astana в своём обращении к пассажирам заверил, что все запросы на перебронирование и возврат средств будут удовлетворены и что за «18 лет Air Astana ни разу не нарушала своих обязательств перед клиентами. Это обязательство является абсолютным и неизменным». Air Astana постепенно восстановила внутренние рейсы с мая 2020 года, а международные — с июня 2020 года.
В 2021 году Air Astana получила 5 звезд в рейтинге Skytrax по предотвращению распространения COVID-19 и стала первой авиакомпанией из СНГ и Юго-Восточной Азии, успешно прошедшей аудит APEX, получив бриллиантовый статус за минимизацию и предотвращение распространения COVID-19 во время полетов.
28 февраля и 1 марта 2022 года Air Astana успешно выполнила репатриационные рейсы для вывоза казахстанцев из Украины. Рейсы выполнялись между Катовице на юге Польши и Алматы/Астаной. Президент авиакомпании Питер Фостер отправился 23 февраля в Киев крайним регулярным рейсом вместе с вице-президентом Александром Небогой для организации вывозных рейсов, и вернулся на первом из них.
11 марта 2022 года Air Astana сообщила, что по причине прекращения страхового покрытия коммерческих полетов из/в Российскую Федерацию и над её территорией все полеты по данному направлению приостановлены.
Air Astana подписала договор с лизинговой компанией Air Lease Corporation о поставке в долгосрочный операционный лизинг трех новых широкофюзеляжных самолётов Boeing 787-9 Dreamliner. Поставка лайнеров планируется в первом полугодии 2025 года.
В 2023 году Air Astana ввела в эксплуатацию новый Центр летной подготовки в международном аэропорту в Астане. Новый учебный центр оснащен полнопилотажным симулятором L3 Harris Reality Seven, который обеспечивает максимально реалистичные условия обучения. Данный симулятор является первым тренажером Air Astana и первым тренажером в Казахстане.
В 2023 году Air Astana впервые провела сложную форму техобслуживания 6Y С-Сheck на базе собственного инженерно-технического центра в Астане.
В 2023 году группа компаний Air Astana достигла рекордного результата за 9 месяцев работы, рост общей выручки и прочих доходов на 20,5 % до 900,6 млн долларов США (9M2022: 747,2 млн долларов США).
В феврале 2024 года Air Astana осуществила листинг ценных бумаг на Лондонской фондовой бирже (LSE), Фондовой бирже МФЦА (AIX) и АО «Казахстанская фондовая биржа» (KASE).
В 2024 году Air Astana первой в Казахстане самостоятельно осуществила 12-летний C–check - тяжелую форму технического обслуживания, на самолете Airbus 321.

## Корпоративные отношения

### Персонал
В Air Astana работает более 6 000 человек, в основном в Казахстане, а также местные сотрудники в зарубежных представительствах. В компании работают 600 пилотов. Все пилоты имеют европейские лицензии EASA. С 2008 года в компании действует программа подготовки пилотов ab initio для граждан Казахстана в лётных школах США и ЕС. По состоянию на январь 2022 года 320 действующих пилотов компании были выпускниками этой программы. В 2012 году компания внедрила программу подготовки менеджеров общего профиля в Cranfield University, впоследствии переведенную в Henley Business School. Экипаж авиакомпании состоит из более чем 1 100 бортпроводников, все из которых являются гражданами Казахстана. Руководство авиакомпании состоит из казахстанских и иностранных граждан.

## FlyArystan
В ноябре 2018 года авиакомпания объявила о планах по запуску низкобюджетной авиакомпании FlyArystan. FlyArystan начала свою деятельность 1 мая 2019 года, используя пару самолётов Airbus 320, рассчитанных на 180 мест, и работая по классической модели лоукост, имея тот же сертификат эксплуатанта (AOC), что и материнская авиакомпания, но с отдельным специализированным управлением. По состоянию на январь 2022 года FlyArystan эксплуатировала 10 самолётов A320, ещё 7 самолётов находятся в твёрдом заказе до 2023 года. Высокий рост пассажиропотока FlyArystan (553 % в 2021 году по сравнению с 2020 годом) потенциально способствовал тому, что в 2021 году Казахстан стал самым быстрорастущим внутренним авиационным рынком в мире. FlyArystan была зарегистрирована как отдельная компания в октябре 2023 года и получила собственный сертификат эксплуатанта от Комитета гражданской авиации Казахстана в апреле 2024 года.

## Показатели деятельности
Количество перевезённых пассажиров:
| Год  | Количество пассажиров | Прибыль после налогообложения (млн долларов США) |
| ---- | --------------------- | ------------------------------------------------ |
| 2006 | 1,5 млн               | 32,0                                             |
| 2007 | 2,1 млн               | 35,4                                             |
| 2008 | 2,3 млн               | 17,1                                             |
| 2009 | 2,2 млн               | 48,0                                             |
| 2010 | 2,6 млн               | 77,1                                             |
| 2011 | 3 млн                 | 61,3                                             |
| 2012 | 3,3 млн               | 61,1                                             |
| 2013 | 3,7 млн               | 51,4                                             |
| 2014 | 3,8 млн               | 19,5                                             |
| 2015 | 3,9 млн               | 48,7                                             |
| 2016 | 3,7 млн               | (39.9)                                           |
| 2017 | 4,2 млн               | 39,3                                             |
| 2018 | 4,3 млн               | 5,4                                              |
| 2019 | 5,1 млн               | 30,0                                             |
| 2020 | 3,7 млн               | (93,9)                                           |
| 2021 | 6,6 млн               | 36,2                                             |
| 2022 | 7,3 млн               | 78,4                                             |
| 2023 | 8,1 млн               | 68,7                                             |

## Деятельность авиакомпании

### Деятельность в России
В сентябре 2002 года авиакомпания открыла рейсы с частотой 3 раза в неделю между городами Астана и Москва и ежедневные рейсы между городами Алматы и Москва на самолётах Boeing 737-700. В 2014 году количество рейсов в неделю по маршруту Астана — Москва было увеличено до 9, а по маршруту Алматы — Москва — до 14. До пандемии COVID-19 авиакомпания выполняла в Россию 54 еженедельных рейсов по 11 направлениям: Алматы — Москва на Airbus A321 и Boeing 767, Астана — Москва, Алматы — Санкт-Петербург на Airbus A320 и Астана — Новосибирск, Астана — Екатеринбург, Астана — Омск, Астана — Санкт-Петербург, Алматы — Казань и Алматы — Самара на Embraer 190.
После перерыва, вызванного пандемией с марта по май 2020 года, авиакомпания возобновила полёты из городов Алматы и Астаны в Международный аэропорт Домодедово в Москве, а также рейсы по маршруту Алматы — Санкт-Петербург. Рейсы выполнялись по код-шеринг соглашению совместно с давним российским код-шеринг партнёром S7 Airlines. Кроме того, FlyArystan начал выполнять рейсы из Международного аэропорта Караганды в Международный аэропорт Домодедово, а также из Алматы в Новосибирск.
11 марта 2022 года Air Astana приостановила все полёты в/из/над территорией России в связи санкциями и ограничениями, введенными против нескольких основных деловых партнёров в результате вторжения России в Украину.

### Деятельность в остальных странах СНГ
Air Astana укрепила своё географическое положение, расширив маршрутную сеть и охватив все ключевые города региона ближнемагистральными рейсами. В Центральной Азии и на Кавказе авиакомпания летает в Бишкек (Кыргызстан), Ташкент (Узбекистан), Баку (Азербайджан), Тбилиси (Грузия) и Душанбе (Таджикистан) как из Алматы, так и из Астаны. После перерыва в период глобальной пандемии с марта по май 2020 года данные маршруты были возобновлены, а также FlyArystan начала выполнять рейсы в Кутаиси (Грузия).

### Деятельность в Китае и Корее
До пандемии авиакомпания выполняла ежедневные рейсы в Пекин из городов Алматы и Астаны, а также рейсы в Урумчи на западе Китая. С июля 2020 года были возобновлены пассажирские чартерные рейсы в международный аэропорт Чэнду в дополнение к регулярным грузовым чартерным рейсам в различные точки Китая на частично переоборудованном Boeing 767. В связи с растущим пассажирским спросом самолёт был переоборудован в пассажирский в сентябре 2021.
После пандемии рейсы, которые выполнялись ежедневно в Сеул (Корея) из Алматы и два раза в неделю из Астаны, были сокращены до одного рейса в неделю между Алматы и Сеулом из-за ограничений на поездки, введённых правительством Кореи. Рейсы между Алматы и Гонконгом приостановлены на неопределённый срок.
По состоянию на май 2023 года все рейсы в Пекин и Сеул были восстановлены до частоты, существовавшей до пандемии.

## Международная организация гражданской авиации (ICAO) и Европейский союз
На развитие международной карты полетов авиакомпании большое влияние оказывали регулятивные факторы с 2009 по 2014 гг. В апреле 2009 г. аудит Международной организации гражданской авиации постановил, что надзор осуществляемый Комитетом гражданской авиации (КГА) Казахстана, не отвечает международным стандартам по нескольким ключевым направлениям. Результатом стал, полный запрет на осуществление полетов в/из, а также по территории Европейского союза, наложенный Комитетом по безопасности воздушного движения ЕС на все авиакомпании, кроме Air Astana, зарегистрированные в Казахстане, который действовал до 8 декабря 2016 года, когда запрет был снят. Air Astana была исключена из запрета, «принимая во внимание устные и письменные доклады», в особенности регистрацию воздушных судов в Департамент Гражданской Авиации Арубы, территории, зависимой от Нидерландов и программу безопасности производства полетов, представленную Комитету по безопасности воздушного движения ЕС.
Однако нацперевозчик Казахстана находился в Приложении Комитета воздушной безопасности (Air Safety Committee), ограничивающем частоту осуществления полетов в ЕС и флот, эксплуатируемый на момент установления запрета в июле 2009 г. В ноябре 2012 года Комитет воздушной безопасности (ASC) снял ограничение на флот Boeing и Airbus, основываясь на программе обновления парка авиакомпании, но сохранил ограничение на самолёты Embraer. Комитет воздушной безопасности снял ограничения на частоты от 10 апреля 2014 г., основываясь на показателях безопасности авиакомпании, включая результаты мониторинговой программы Аудита безопасности иностранных авиакомпаний (SAFA), а также продолжающихся транспарентных коммуникаций. Это позволило авиакомпании начать планирование новых направлений в Европу и увеличить частоту по существующему ежедневному рейсу Астана — Франкфурт, рейсу, выполняемому 6 раз в неделю, Атырау — Амстердам, а также по направлению Алматы — Лондон, осуществляемому 4 раза в неделю. В апреле 2015 года авиакомпания запустила рейс по существующему направлению Астана — Париж. Ограничения на самолёты Embraer, которым запретили въезд в ЕС в последнюю очередь, были сняты в декабре 2015 года.
Во время глобальной пандемии авиакомпания смогла выполнять рейсы между Атырау и Амстердамом (на тот момент это был её единственный международный маршрут), чтобы доставлять ключевых работников нефтяных месторождений в Западный Казахстан. С июля 2020 года авиакомпания возобновила другие направления в Европу, и к январю 2022 года авиакомпания выполняла рейсы из Астаны во Франкфурт (в код-шеринге с Lufthansa  и лондонский аэропорт Хитроу в дополнение к рейсам в Амстердам и Франкфурт из Атырау и Уральска.
По состоянию на май 2023 года все рейсы во Франкфурт и Амстердам были восстановлены до частоты, существовавшей до пандемии. По состоянию на июнь 2023 года рейсы из Алматы в Лондон и из Актау в Лондон выполняются 5 раз в неделю, а рейсы из Алматы в Ираклион выполняются 4 раза в неделю.

## Направления
Группа обеспечивает регулярные, прямые и транзитные, ближнемагистральные и дальнемагистральные пассажирские и грузовые авиаперевозки на внутренних, региональных и международных маршрутах по Центральной Азии, Кавказу, Дальнему Востоку, Ближнему Востоку, Индии и Европе.
Дальнемагистральные направления развиваются в сторону Южной и Восточной Азии, с рейсами в Дели, Сеул (выполняются в код-шеринге с Asiana Airlines), Пекин, Бангкок, Пхукет. В конце октября 2024 года стартовал новый рейс из Алматы на Фукуок (Вьетнам) с частотой 5 раз в неделю. Также Air Astana расширяет свое присутствие на Ближнем Востоке за счет новых рейсов в Дубай и Абу-Даби, что отражает стремительный рост деловых и туристических перевозок между Казахстаном и регионом. Авиакомпания также расширила сеть маршрутов в Саудовскую Аравию, запустив прямые рейсы в Джидду и Медину из Шымкента и Алматы, соответственно.
Из европейских городов, Air Astana выполняет рейсы из Астаны во Франкфурт, из Атырау в Амстердам, беспосадочный рейс из Алматы в Лондон.  В августе 2024 года авиакомпания Air Astana и одна из лучших авиакомпаний мира JAL подписали код-шеринговое соглашение, которое позволит расширить сообщение между Казахстаном и Японией как для деловых людей, так и для туристов, а также будет способствовать  более широкому пассажиропотоку и товарообороту между двумя странами.

### Туристические направления
Air Astana была вынуждена приостановить полеты из Казахстана в Бангкок и Куала-Лумпур в марте 2020 года из-за строгих ограничений на поездки по Юго-Восточной Азии, вызванных Covid-19. В октябре 2020 года, после частичного снятия ограничений на поездки по некоторым курортным направлениям, а также снятия ограничений на поездки для граждан Казахстана, авиакомпания возобновила полеты в Анталию (Турция) и Шарм-Эль-Шейх (Египет), а также начала полеты на Мальдивы (международный аэропорт Мале) и Коломбо (Шри-Ланка). Эти рейсы, называемые руководством авиакомпании «туристическими маршрутами» из-за увеличения средней продолжительности пребывания путешественников в пунктах назначения, были добавлены в марте 2021 года.

### Код-шеринг
Air Astana имеет соглашения о код-шеринге со следующими авиакомпаниями:
- Asiana Airlines
- Azerbaijan Airlines
- Bangkok Airways
- Cathay Pacific
- Etihad Airways
- Japan Airlines
- KLM
- Lufthansa
- Turkish Airlines

### Список интерлайн-партнеров[37]
- AccesRail
- Aegean Airlines
- Air Baltic
- Air France
- Air Сanada
- Air China
- Air Cote D'Ivoire
- Air Europa
- Air France
- Air India
- Air Malta
- Air Serbia
- All Nippon Airways
- APG Airlines
- Asiana Airlines
- Austrian Airlines
- Azerbaijan Airlines
- Bangkok Airways
- British Airways
- Bulgaria Air
- Cathay Pacific
- Cayman Airways
- China Southern Airlines
- Croatia Airlines
- Cubana De Aviacion
- Czech Airlines
- Delta Air Lines
- DEUTSCHE BAHN
- EgyptAir
- El Al Israel Airlines
- Emirates
- Etihad Airways
- Ethiopean Airlines
- FlexFlight
- Flydubai
- Garuda Indonesia
- Hahn Air
- Hainan Airlines
- Hong Kong Airlines
- ITA Airways
- KLM
- Korean Air
- Lot - Polish Airlines
- Lufthansa
- Malaysia Airlines
- MIAT Mongolian Airlines
- Middle East Airlines
- Nam Air
- Neos
- Philippine Airlines
- Qantas
- Qatar Airways
- Royal Jordanian
- Saudi Arabian Airlines
- Shandong Airlines
- Singapore Airlines
- SriLankan Airlines
- TAROM
- Thai Airways International
- Turkish Airlines
- Ukraine International Airlines
- United Airlines
- Uzbekistan Airways
- Vietnam Airlines
- Virgin Australia
- Vistara

## Флот

### История флота
История флота авиакомпании «Air Astana»

## Сервис
Air Astana предлагает бизнес и эконом-классы на всех самолётах, а также эконом-класс со спальным местом на бортах Airbus 321neo Long Range. Все самолёты, за исключением Embraer E2, оснащены индивидуальной бортовой развлекательной системой от RAVE в бизнес и эконом-классах.

### Программа часто летающих пассажиров
Программа для часто летающих пассажиров Nomad Club предусматривает четыре уровня участия: «бриллиантовый», «золотой», «серебряный» и «синий», а также имеет взаимные соглашения с программами Miles & More авиакомпании Lufthansa и «Asiana Club» Asiana Airlines.

## Происшествия
11 ноября 2018 г. у самолёта Embraer ERJ-190 рейса 1388 авиакомпании Air Astana после взлета возникли серьёзные проблемы с управлением из-за неправильной установки тросов управления после серьёзной технической проверки у стороннего поставщика по техническому обслуживанию в Португалии. Спустя более 90 минут самолёт с 3 пилотами и 3 сотрудниками инженерного департамента на борту смог приземлиться на авиабазе Бежа. Однако самолёт подвергся серьёзным множественным нагрузкам на конструкцию и был списан.
Пилоты Air Astana были отмечены за предотвращение катастрофы во время полета на самолёте Embraer 190 11 ноября 2018 года и получили награду памяти Хью Гордона-Берга за «выдающуюся отвагу, мужество и действия, проявленные во время спасения самолёта и коллег» в Гилдхолле в Лондоне.

## Награды
Авиакомпания получила многочисленные награды за свою деятельность за все годы, перечисляются ниже в обобщенном виде:
- SkyTrax World Airline Awards, Лучшая авиакомпания Центральной Азии и Индии: 2012-2021
- SkyTrax World Airline Awards, Лучшая авиакомпания Центральной Азии и СНГ: 2022, 2023, 2024, 2025[43]
- SkyTrax World Airline Awards, 4-х звездочная авиакомпания, 2012 - по настоящее время
- SkyTrax World Airline Awards, Fly Arystan, Лучшая бюджетная авиакомпания Центральной Азии и СНГ: 2023, 2024, 2025
- APEX Airline Rating, 5 звезд: 2023, 2024, 2025
- Best Overall Airline Award APEX в категории «Лучшая авиакомпания Центральной Азии»: 2025
- «Лидер авиационного рынка» по версии издания Air Transport World: 2015
- В 2015 году Питер Фостер был удостоен звания кавалера ордена Британской империи (OBE) за заслуги в развитии британской авиации в Казахстане
- В июле 2024 года Питер Фостер получил награду Airline Business Award